# تانر کیلیچ
تانر کیلیچ (۱۳۴۷) حقوقدان، وکیل دادگستری و فعال حقوق بشر است.

## سازمان عفو بین‌الملل
کیلیچ یکی از اعضای مؤسس عفو بین‌الملل ترکیه است. که در سال ۲۰۱۴ رئیس آن شد.